# Bret Taylor
Bret Taylor là một lập trình viên máy tính và một doanh nhân người Mỹ. Anh là người đồng sáng tạo Google Maps và Google Maps API. Taylor rời Google vào tháng 1 năm 2007 để gia nhập công ty đầu tư mạo hiểm Benchmark Capital, nơi anh và Jim Norris, một nhân viên ban đầu khác của Google, tạo ra website mạng xã hội FriendFeed. Taylor là CEO của FriendFeed cho đến tháng 8 năm 2009, khi công ty bị mua lại bởi Facebook với giá ước lượng khoảng 50 triệu đô-la Mỹ. Taylor hiện đang là giám đốc công nghệ (CTO) của Facebook.
Taylor theo học trường đại học Stanford, nơi anh nhận được bằng cử nhân (2002) và bằng thạc sĩ (2003) trong ngành khoa học máy tính.